# Natação nos Jogos Olímpicos de Verão de 2016 - 50 m livre feminino

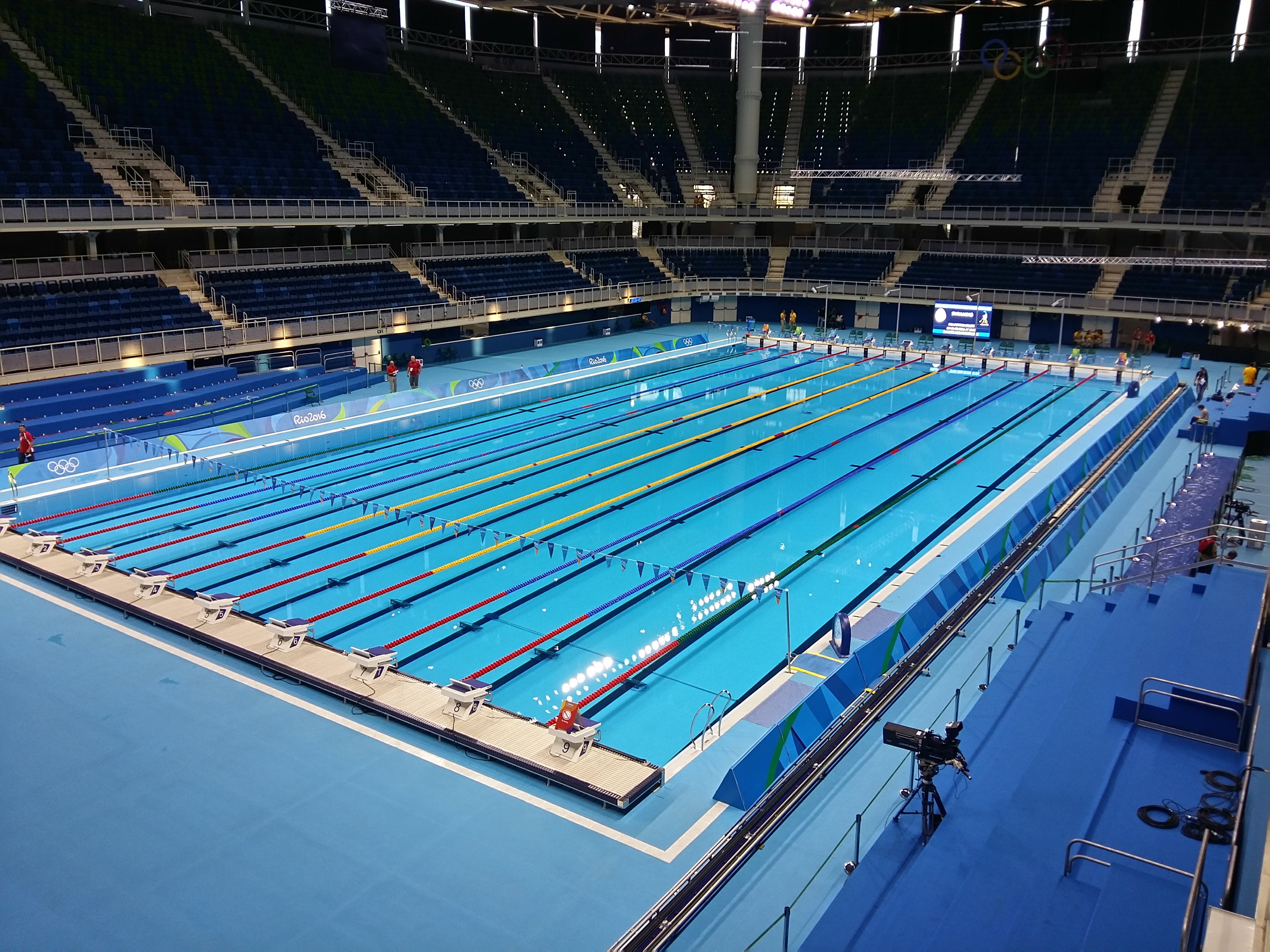
Imagem do Estádio.

A competição dos 50 metros livre feminino da natação nos Jogos Olímpicos de Verão de 2016 foi disputada nos dias 12 de agosto e 13 de agosto no Estádio Aquático Olímpico.

## Medalhistas
| Ouro   | DEN Pernille Blume          |
| Prata  | USA Simone Manuel           |
| Bronze | BLR Aliaksandra Herasimenia |

## Recordes
Antes desta competição, os recordes mundiais e olímpicos da prova eram os seguintes:
| Tipo | Atleta              | Tempo | Local   | Data                |
| ---- | ------------------- | ----- | ------- | ------------------- |
|      | Britta Steffen      | 23.73 | Roma    | 2 de agosto de 2009 |
|      | Ranomi Kromowidjojo | 24.05 | Londres | 4 de agosto de 2012 |

## Resultados

### Eliminatórias
| Pos. | Elim. | Raia | Nadadora                   | CON                                 | Tempo   | Notas            |
| ---- | ----- | ---- | -------------------------- | ----------------------------------- | ------- | ---------------- |
| 1    | 12    | 6    | Pernille Blume             | DEN Dinamarca                       | 24.23   | Q                |
| 2    | 11    | 5    | Francesca Halsall          | GBR Grã-Bretanha                    | 24.26   | Q                |
| 3    | 10    | 6    | Aliaksandra Herasimenia    | BLR Bielorrússia                    | 24.42   | Q                |
| 4    | 12    | 4    | Bronte Campbell            | AUS Austrália                       | 24.45   | Q                |
| 5    | 10    | 5    | Abbey Weitzeil             | USA Estados Unidos                  | 24.48   | Q                |
| 5    | 11    | 6    | Jeanette Ottesen           | DEN Dinamarca                       | 24.48   | Q                |
| 7    | 11    | 4    | Cate Campbell              | AUS Austrália                       | 24.52   | Q                |
| 8    | 10    | 3    | Chantal Van Landeghem      | CAN Canadá                          | 24.57   | Q                |
| 8    | 10    | 4    | Ranomi Kromowidjojo        | NED Países Baixos                   | 24.57   | Q                |
| 10   | 12    | 5    | Sarah Sjöström             | SWE Suécia                          | 24.66   | Q                |
| 11   | 11    | 3    | Simone Manuel              | USA Estados Unidos                  | 24.71   | Q                |
| 12   | 11    | 7    | Therese Alshammar          | SWE Suécia                          | 24.73   | Q                |
| 13   | 9     | 7    | Inge Dekker                | NED Países Baixos                   | 24.77   | Q                |
| 13   | 12    | 3    | Arianna Vanderpool-Wallace | BAH Bahamas                         | 24.77   | Q                |
| 13   | 12    | 7    | Dorothea Brandt            | GER Alemanha                        | 24.77   | Q                |
| 16   | 11    | 2    | Etiene Medeiros            | BRA Brasil                          | 24.82   | Q                |
| 17   | 11    | 8    | Silvia Di Pietro           | ITA Itália                          | 24.89   |                  |
| 18   | 9     | 4    | Farida Osman               | EGY Egito                           | 24.91   | Recorde africano |
| 18   | 10    | 7    | Liu Xiang                  | CHN China                           | 24.91   |                  |
| 18   | 12    | 1    | Michelle Williams          | CAN Canadá                          | 24.91   |                  |
| 21   | 10    | 2    | Anna Santamans             | FRA França                          | 24.93   |                  |
| 22   | 8     | 8    | Vanessa García             | PUR Porto Rico                      | 24.94   | Recorde nacional |
| 22   | 11    | 1    | Rozaliya Nasretdinova      | RUS Rússia                          | 24.94   |                  |
| 24   | 7     | 4    | Susann Bjørnsen            | NOR Noruega                         | 25.05   |                  |
| 25   | 10    | 8    | Flóra Molnár               | HUN Hungria                         | 25.07   |                  |
| 26   | 7     | 6    | Julie Meynen               | LUX Luxemburgo                      | 25.12   |                  |
| 27   | 9     | 6    | Yuliya Khitraya            | BLR Bielorrússia                    | 25.18   |                  |
| 28   | 7     | 5    | Liliana Ibáñez             | MEX México                          | 25.25   |                  |
| 29   | 9     | 5    | Aleksandra Urbańczyk       | POL Polônia                         | 25.28   |                  |
| 30   | 7     | 2    | Isabella Arcila            | COL Colômbia                        | 25.35   |                  |
| 31   | 8     | 4    | Mélanie Henique            | FRA França                          | 25.36   |                  |
| 32   | 9     | 3    | Theodora Drakou            | GRE Grécia                          | 25.36   |                  |
| 33   | 8     | 7    | Zohar Shikler              | ISR Israel                          | 25.38   |                  |
| 34   | 8     | 3    | Erika Ferraioli            | ITA Itália                          | 25.40   |                  |
| 35   | 9     | 8    | Andrea Murez               | ISR Israel                          | 25.41   |                  |
| 36   | 9     | 2    | Rikako Ikee                | JPN Japão                           | 25.45   |                  |
| 37   | 8     | 5    | Anna Dowgiert              | POL Polônia                         | 25.54   |                  |
| 38   | 12    | 8    | Nataliya Lovtsova          | RUS Rússia                          | 25.55   |                  |
| 39   | 8     | 6    | Birgit Koschischek         | AUT Áustria                         | 25.58   |                  |
| 40   | 10    | 1    | Graciele Herrmann          | BRA Brasil                          | 25.60   |                  |
| 41   | 7     | 3    | Alexandra Touretski        | SUI Suíça                           | 25.66   |                  |
| 42   | 9     | 1    | Darya Stepanyuk            | UKR Ucrânia                         | 25.67   |                  |
| 43   | 8     | 1    | Yayoi Matsumoto            | JPN Japão                           | 25.73   |                  |
| 44   | 7     | 8    | Camille Cheng              | HKG Hong Kong                       | 25.92   |                  |
| 45   | 7     | 7    | Allyson Ponson             | ARU Aruba                           | 26.00   |                  |
| 46   | 6     | 2    | Karen Torrez               | BOL Bolívia                         | 26.12   |                  |
| 47   | 6     | 4    | Naomi Ruele                | BOT Botsuana                        | 26.23   |                  |
| 48   | 6     | 8    | Elinah Phillip             | IVB Ilhas Virgens Britânicas        | 26.26   |                  |
| 49   | 6     | 3    | Bayan Jumah                | SYR Síria                           | 26.41   |                  |
| 49   | 7     | 1    | Lin Pei-wun                | TPE Taipé Chinês                    | 26.41   |                  |
| 51   | 6     | 7    | Talita Baqlah              | JOR Jordânia                        | 26.48   |                  |
| 52   | 6     | 5    | Rebecca Heyliger           | BER Bermudas                        | 26.54   |                  |
| 53   | 6     | 6    | Nicola Muscat              | MLT Malta                           | 26.60   |                  |
| 54   | 5     | 6    | Faye Sultan                | IOA Atletas Olímpicos Independentes | 26.86   |                  |
| 55   | 6     | 1    | Dorian McMenemy            | DOM República Dominicana            | 27.37   |                  |
| 56   | 5     | 3    | Naomy Grand'Pierre         | HAI Haiti                           | 27.46   |                  |
| 57   | 5     | 5    | Samatha Roberts            | ANT Antígua e Barbuda               | 27.95   |                  |
| 58   | 4     | 4    | Colleen Furgeson           | MHL Ilhas Marshall                  | 28.16   |                  |
| 59   | 5     | 2    | Noura Mana                 | MAR Marrocos                        | 28.20   |                  |
| 60   | 4     | 6    | Bayaryn Yesüi              | MGL Mongólia                        | 28.40   | Recorde nacional |
| 61   | 5     | 8    | Irene Prescott             | TGA Tonga                           | 28.68   |                  |
| 62   | 4     | 7    | Mary Al-Atrash             | PLE Palestina                       | 28.76   |                  |
| 63   | 5     | 7    | Jamila Sanmoogan           | GUY Guiana                          | 28.88   |                  |
| 64   | 5     | 1    | Lianna Swan                | PAK Paquistão                       | 29.02   |                  |
| 65   | 3     | 3    | Dirngulbai Misech          | PLW Palau                           | 29.19   |                  |
| 66   | 4     | 8    | Hemthon Vitiny             | CAM Camboja                         | 29.37   | Recorde nacional |
| 67   | 3     | 4    | Angelika Ouedraogo         | BUR Burquina Fasso                  | 29.44   |                  |
| 67   | 4     | 5    | Magdalena Moshi            | TAN Tanzânia                        | 29.44   |                  |
| 69   | 3     | 5    | Sonia Aktar                | BAN Bangladesh                      | 29.99   | Recorde nacional |
| 70   | 1     | 6    | Ei Ei Thet                 | MYA Mianmar                         | 30.25   |                  |
| 71   | 4     | 2    | Ammara Pinto               | MAW Malawi                          | 30.32   |                  |
| 72   | 4     | 1    | Debra Daniel               | FSM Estados Federados da Micronésia | 30.83   |                  |
| 73   | 2     | 2    | Anastasiya Tyurina         | TJK Tajiquistão                     | 31.15   |                  |
| 74   | 1     | 3    | Fatema Almahmeed           | BRN Bahrein                         | 32.28   |                  |
| 75   | 3     | 6    | Rahel Gebresilassie        | ETH Etiópia                         | 32.51   |                  |
| 76   | 3     | 7    | Siri Arun Budcharern       | LAO Laos                            | 32.55   | Recorde nacional |
| 77   | 2     | 6    | Laraïba Seibou             | BEN Benim                           | 33.01   |                  |
| 78   | 1     | 5    | Nada Al-Bedwawi            | UAE Emirados Árabes Unidos          | 33.42   |                  |
| 79   | 3     | 8    | Adzo Kpossi                | TOG Togo                            | 33.44   |                  |
| 80   | 3     | 1    | Elsie Uwamahoro            | BDI Burundi                         | 33.70   |                  |
| 81   | 2     | 4    | Bellore Sangala            | CGO Congo                           | 33.71   |                  |
| 81   | 3     | 2    | Fatoumata Samassékou       | MLI Mali                            | 33.71   |                  |
| 83   | 2     | 7    | Roukaya Mahamane           | NIG Níger                           | 35.60   | Recorde nacional |
| 84   | 2     | 5    | Haneen Ibrahim             | SUD Sudão                           | 36.23   |                  |
| 85   | 2     | 8    | Chloe Sauvourel            | CAF República Centro-Africana       | 37.15   |                  |
| 86   | 2     | 3    | Nazlati Mohamed Andhumdine | COM Comores                         | 37.66   |                  |
| 87   | 2     | 1    | Mariama Sow                | GUI Guiné                           | 39.85   |                  |
| 88   | 1     | 4    | Bunturabie Jalloh          | SLE Serra Leoa                      | 39.93   |                  |
| 89 ! | 5     | 4    | Monika Vasilyan            | ARM Armênia                         | 99.98 ! | DNS              |
| 89 ! | 12    | 2    | Chen Xinyi                 | CHN China                           | 99.98 ! | DSQ              |
| 91 ! | 4     | 3    | Awa Ly N'diaye             | SEN Senegal                         | 99.99 ! | DSQ              |

### Semifinais

#### Semifinal 1
| Pos. | Raia | Nadadora                   | CON              | Tempo | Notas |
| ---- | ---- | -------------------------- | ---------------- | ----- | ----- |
| 1    | 4    | Francesca Halsall          | GBR Grã-Bretanha | 24.41 | Q     |
| 2    | 5    | Bronte Campbell            | AUS Austrália    | 24.43 | Q     |
| 3    | 8    | Etiene Medeiros            | BRA Brasil       | 24.45 | Q,    |
| 4    | 1    | Arianna Vanderpool-Wallace | BAH Bahamas      | 24.60 |       |
| 5    | 6    | Chantal Van Landeghem      | CAN Canadá       | 24.61 |       |
| 6    | 3    | Jeanette Ottesen           | DEN Dinamarca    | 24.62 |       |
| 7    | 2    | Sarah Sjöström             | SWE Suécia       | 24.69 |       |
| 8    | 7    | Therese Alshammar          | SWE Suécia       | 24.72 |       |

#### Semifinal 2
| Pos. | Raia | Nadadora                | CON                | Tempo | Notas |
| ---- | ---- | ----------------------- | ------------------ | ----- | ----- |
| 1    | 4    | Pernille Blume          | DEN Dinamarca      | 24.28 | Q     |
| 2    | 6    | Cate Campbell           | AUS Austrália      | 24.32 | Q     |
| 3    | 2    | Ranomi Kromowidjojo     | NED Países Baixos  | 24.39 | Q     |
| 4    | 7    | Simone Manuel           | USA Estados Unidos | 24.44 | Q     |
| 5    | 5    | Aliaksandra Herasimenia | BLR Bielorrússia   | 24.53 | Q     |
| 6    | 3    | Abbey Weitzeil          | USA Estados Unidos | 24.67 |       |
| 7    | 8    | Dorothea Brandt         | GER Alemanha       | 24.71 |       |
| 8    | 1    | Inge Dekker             | NED Países Baixos  | 25.31 |       |

### Final
| Pos.              | Raia | Nadadora                | CON                | Tempo | Notas            |
| ----------------- | ---- | ----------------------- | ------------------ | ----- | ---------------- |
| Medalha de ouro   | 4    | Pernille Blume          | DEN Dinamarca      | 24.07 | Recorde nacional |
| Medalha de prata  | 7    | Simone Manuel           | USA Estados Unidos | 24.09 |                  |
| Medalha de bronze | 8    | Aliaksandra Herasimenia | BLR Bielorrússia   | 24.11 | Recorde nacional |
| 4                 | 6    | Francesca Halsall       | GBR Grã-Bretanha   | 24.13 |                  |
| 5                 | 5    | Cate Campbell           | AUS Austrália      | 24.15 |                  |
| 6                 | 3    | Ranomi Kromowidjojo     | NED Países Baixos  | 24.19 |                  |
| 7                 | 2    | Bronte Campbell         | AUS Austrália      | 24.42 |                  |
| 8                 | 1    | Etiene Medeiros         | BRA Brasil         | 24.69 |                  |

Legenda
| Recorde mundial      | Recorde mundial (World record)               |                       | Recorde africano                      | Recorde africano (African) |                                           | Q | Classificado por posição (Qualified) |
| Recorde olímpico     | Recorde olímpico (Olympic record)            | Recorde da América    | Recorde da América (Americas)         | q                          | Classificado por melhor tempo (Qualified) |   |                                      |
| Melhor marca do ano  | Melhor marca do ano (World leading)          | Recorde asiático      | Recorde asiático (Asian)              | DNS                        | Não largou (Did not start)                |   |                                      |
| Recorde nacional     | Recorde nacional (National record)           | Recorde europeu       | Recorde europeu (European)            | DNF                        | Não terminou (Did not finish)             |   |                                      |
| Recorde pessoal      | Recorde pessoal do atleta (Personal best)    | Recorde da Oceania    | Recorde da Oceania (Oceania)          | DSQ / DQ                   | Desclassificado (Disqualified)            |   |                                      |
| Recorde da temporada | Recorde da temporada do atleta (Season best) | Recorde sul-americano | Recorde sul-americano (South America) | NM                         | Sem marca (No mark)                       |   |                                      |